# Domniţa Rallou Caragea
Domniţa Rallou Caragea, född 1778, död 1870, var en rumänsk och grekisk kulturpersonlighet. Hon var dotter till Ioan Caragea, furste av Valakiet 1812-1818. Hon övertalade sin far att grunda en dramatisk akademi, och lät grunda en hovteater.